# Epikouri
Epikouri je bio grčki sastav koji je predstavljao Grčku na Euroviziji 1980. u Haagu s Annom Vissi. Pjesma se zvala Autostop. Osvojili su 13. mjesto s 30 boda. Članovi sastava su bili Lia Vissi, Achilles Michaelides, Zaharias Michaelides and Eva Tselidou.